# Филимон (актёр)
Филимон (др.-греч. Φιλήμων. ум. ок. 303, Александрия) — известный флейтист, мим и актёр из Антинополя, Египет, обращённый диаконом Аполлонием.

## Подвиг и смерть
Во время гонений Диоклетиана Филимон надевает одежду дьякона, чтобы, замаскировавшись под Аполлония, принести требуемую жертву Юпитеру вместо него, а дьякону избежать заточения и смерти. Однако незадолго до публичного жертвоприношения Филимона узнают, он объявляет себя христианином и отказывается принести жертву.
Они были доставлены из Антинои в Александрию и там были казнены вместе со многими другими, уверовавшими во Христа. Им связали руки и ноги и бросили их в море.

## Почитание
День почитания святого в католической церкви 8 марта и 6 июля, в православной 14 декабря (27 декабря по новому стилю). Филимон — святой покровитель танцоров.

## Память
История святого легла в основу пьесы Якоба Бидерманна «Филемон-мученик». Бидерманн представляет актёрское мастерство как «потенциальный путь к моральному и духовному преобразованию».